# Gâcogne
Gâcogne is een gemeente in het Franse departement Nièvre (regio Bourgogne-Franche-Comté) en telt 267 inwoners (2009). De plaats maakt deel uit van het arrondissement Clamecy.

## Geografie
De oppervlakte van Gâcogne bedraagt 25,6 km², de bevolkingsdichtheid is 10,6 inwoners per km².
De onderstaande kaart toont de ligging van Gâcogne met de belangrijkste infrastructuur en aangrenzende gemeenten.

## Demografie
Onderstaande figuur toont het verloop van het inwonertal (bron: INSEE-tellingen).